# Воздухоплавательный Парк
Воздухопла́вательный Парк — железнодорожный дромоним, по названию дореволюционной Воздухоплавательной команды и приданного ей Учебного воздухоплавательного парка, созданных в 1885 году на южной окраине Петербурга. Может относиться к действующим либо историческим остановочным пунктам, расположенным по соседству на двух взаимно пересекающихся железнодорожных направлениях:
- действующая станция Витебской линии Октябрьской железной дороги по ходу бывших Царскосельской и Московско-Виндаво-Рыбинской железных дорог с севера на юг
- упразднённый путевой пост и служебная платформа на параллельно идущих Соединительной линии Николаевской железной дороги и Путиловской ветви (в составе петербургского железнодорожного узла) по ходу названных линий с востока на запад.

## История
Впервые «Платформа Учебного-Воздухоплавательного парка», как название официального остановочного пункта, включена в «Сборник тарифов № 890 от 25 октября 1897 года , тариф № 6327».
С 1900 года начинаются работы по перешивке первой железной дороги страны Царскосельской железной дороги на стандартную русскую колею, с последующим включением её хозяйства в состав Московско-Виндаво-Рыбинской железной дороги, проложенной параллельно ей от Царскосельского вокзала. Поскольку первая, «царская» дорога имела чисто рекреационное назначение и не предусматривала систематическое осуществление коммерческих товарных перевозок, позднейшая Виндаво-Рыбинская дорога в начале своего появления оказалась лишена полноценных территорий для развёртывания товарной, сортировочной станции и депо.
Новые территории для развития дороги и путевого хозяйства были предоставлены только в начале XX века, за счёт частичного отчуждения земель военного ведомства в районе Ракетного полигона и Учебно-Воздухоплавательного парка. Благодаря этому удалось в северной части начать строительство товарной станции, а в восточной части приступить к строительству депо и сортировочной станции.

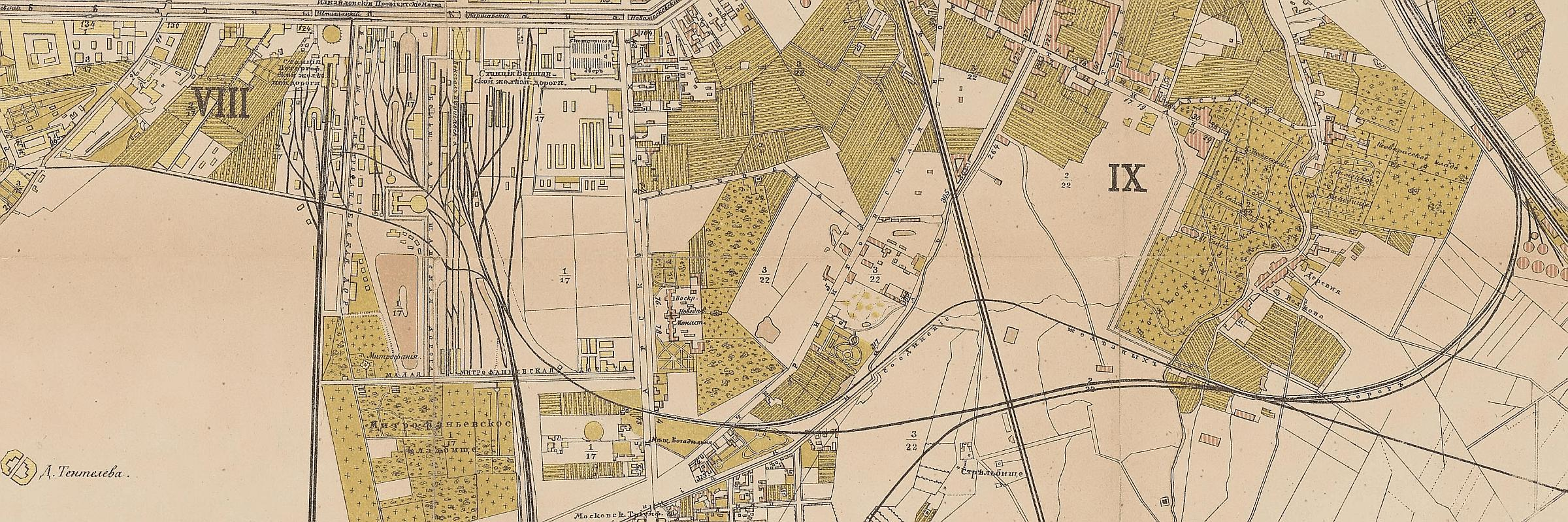
Состояние на 1884 год: Соединительная линия между Черниговской улицей и Волковой деревней имеет изгиб к северу

Новый ход  линии был открыт 14 августа 1904 года. Платформа «Воздухоплавательный парк», сооружённая по ходу Московско-Виндаво-Рыбинской железной дороги, в дальнейшем стала использоваться и в пассажирских перевозках, в то время как одноимённая платформа на перпендикулярном ходу приобрела функции путевого поста на западном разветвлении Путиловской и Соединительной ветви (аналогичную функцию на восточном разветвлении этих параллельно идущих линий выполнял открытый в 1900 году Волковский пост).

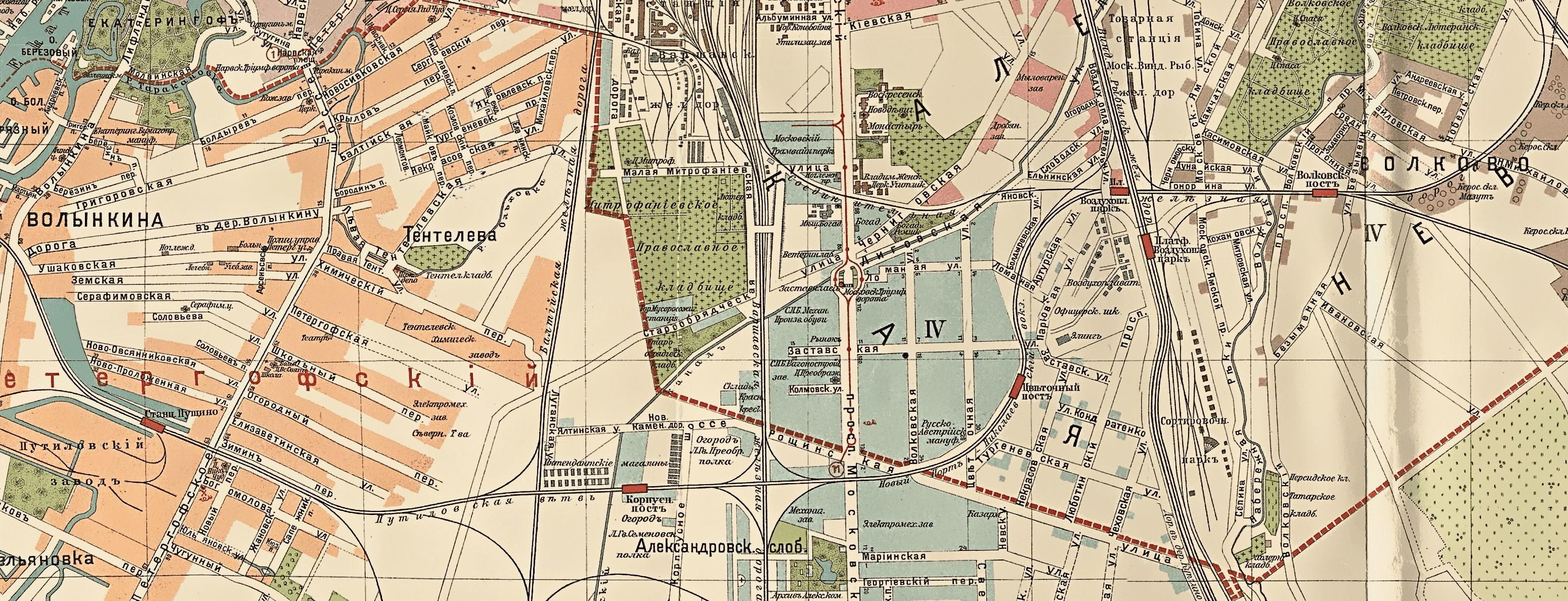
Состояние на 1912 год: Соединительная линия спрямлена и появились две платформы «Воздухоплавательный парк»

## Санкт-Петербург-Товарный-Витебский
В дальнейшем при развитии в XX веке петроградского-ленинградского-петербургского узла здесь параллельно платформе стала развиваться грузовая станция, локомотивное и вагоноремонтное депо, образовавшие комплекс с близлежащей станцией Волковская. Грузовая станция изначально называлась Витебская-Сортировочная, дав современное название прилегающей Витебской Сортировочной улице. Впоследствии функции городской сортировочной станции на данном направлении в основном перешли к станции Шушары южнее по ходу Витебского проспекта. Станция у пл. Воздухоплавательный Парк получила название «Ленинград (Санкт-Петербург)-Товарный-Витебский», однако термин «Сортировочный» сохранился в названии вагонного депо и пункта отстоя электропоездов. К северу от пересечения Витебского хода с Путиловской линей до 2018 года в составе ст. Санкт-Петербург-Товарный-Витебский находился грузовой двор — контейнерный терминал площадью 30 гектаров, после 2018 года застроенный жильём.

## Платформа в культуре

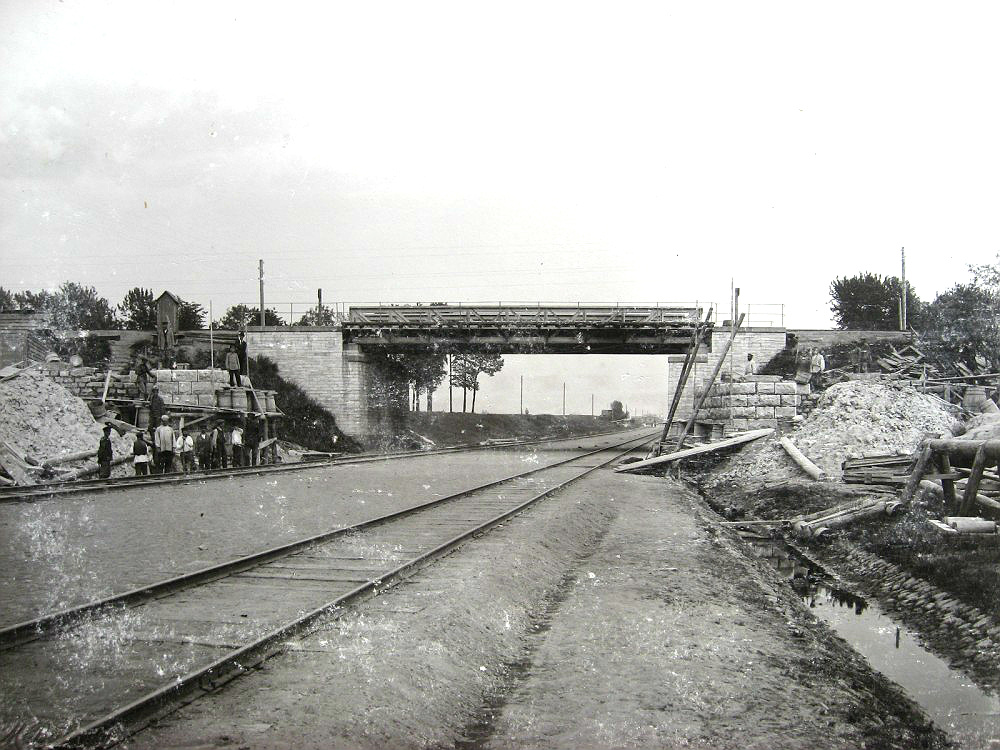
Мост Царскосельской дороги над Путиловской около 1900 г.: идёт строительство моста для Императорского пути, позже здесь появится грузовая платформа «Воздухоплавательный парк»

- Воздухоплавательному парку посвящена одноимённая песня Александра Кушнера (1962 г.)[2]
- «Воздухоплавательный парк» — виниловая пластинка Григория Гладкова 1989 г. на стихи Александра Кушнера.
- Действие рассказа Михаила Зощенко «Об уважении к людям» происходит на платформе[3]
- Существует песня Александра Городницкого «Воздухоплавательный парк» («Куда, петербургские жители…»)

## Фото
- Фотография платформы 1
- Фотография платформы 2